# Schnockesmühle
Die Schnockesmühle in der Stadt Viersen war eine Wassermühle mit einem unterschlächtigen Wasserrad.

## Mühlen in Viersen
In der Gemeinde Viersen gab es in den früheren Jahrhunderten insgesamt 18 Mühlen. Davon waren vier Rossölmühlen als Hammermühle. Diese wurden durch Pferdekraft betrieben. Weiter gab es zwei Windmühlen, die Hoser- und die Hüsterfeldwindmühle, die beide in Privatbesitz waren.
Anders dagegen war es mit den Wassermühlen. Das Stift St. Gereon in Köln besaß die Grundherrschaft von Viersen und damit das Wasserrecht über die Bäche in Viersen. Die Errichtung von Wassermühlen bedurfte seiner Zustimmung. Das Stift vergab Mühlenrechte als erbliches Lehen und bezog davon eine jährliche Lehnsrente. Diese musste an die Pfarrstelle St. Remigius geliefert werden. Aus diesen Unterlagen geht hervor, dass es schon 1246 in Viersen zwölf Wassermühlen gegeben hat. Alle Mühlen, mit Ausnahme der Klostermühle, zahlten jährlich einen Sümmer (etwa ein Zentner) Malz als Lehnszins. Es gab in der Herrlichkeit Viersen keinen Mühlenzwang. Alle Bauern konnten mahlen lassen, wo sie wollten.
Diese zwölf Mühlen lagen am:
- „Dorfer Bach“: Kaisermühle, Kimmelmühle, Goetersmühle, Biestenmühle und Schricksmühle
- „Hammer Bach“: Plinzenmühle, Schnockesmühle, Sgoedenmühle, Bongartzmühle, Hüstermühle und Hammer Mühle
- „Rintger Bach“: Klostermühle

## Geographie
Die Schnockesmühle hatte ihren Standort am Hammer Bach, an der Weiherstraße im Ortsteil Oberbeberich in der Stadt Viersen im Kreis Viersen. Der Mühle vorgelagert war ein Weiher. Der Wasserspiegel vom Hammer Bach lag in diesem Bereich bei 48 m über NN. Unterhalb der Schnockesmühle lag die Sgoedenmühle, oberhalb lag die Plinzenmühle.
Der Hammer Bach versorgte über Jahrhunderte sechs Mühlen mit Wasser. Die Pflege und Unterhaltung des Gewässers obliegt dem Wasser- und Bodenverband der Mittleren Niers, der in Grefrath seinen Sitz hat.

## Geschichte
Eigentlich hieß sie „Mühle in Verendich – Mühle am Wehrdeich“. Sie gehörte den Herren von Tüschenbroich. Für den Ritter Gerit v. Tüschenbroich und sein Geschlecht hatte der Pfarrer von St. Remigius jeden Freitag zu beten und eine Messe zu lesen. Dafür erhielt er aus der Mühle jährlich sieben Malter Roggen. Diese Roggenlieferung wurde erst nach der Säkularisation gestrichen. Die Schnockesmühle stand dort wo heute die Turnhalle steht. Sie war eine Getreidemühle mit einem Mahlwerk und einem oberschlächtigen Wasserrad. Im Jahre 1809 betrug die tägliche Mahlfähigkeit der Mühle drei Malter Getreide (Ein Malter = drei Zentner). Das Wohngebäude der Mühle wurde im Zweiten Weltkrieg durch Bomben zerstört. Das bedeutete auch das Ende der Mühle. Der bestehende Mühlenteich blieb in seiner Größe erhalten. Die Stelle, wo das abfließende Wasser des Mühlenweihers das Mühlrad antrieb, steht heute das Stauwehr.

## Galerie

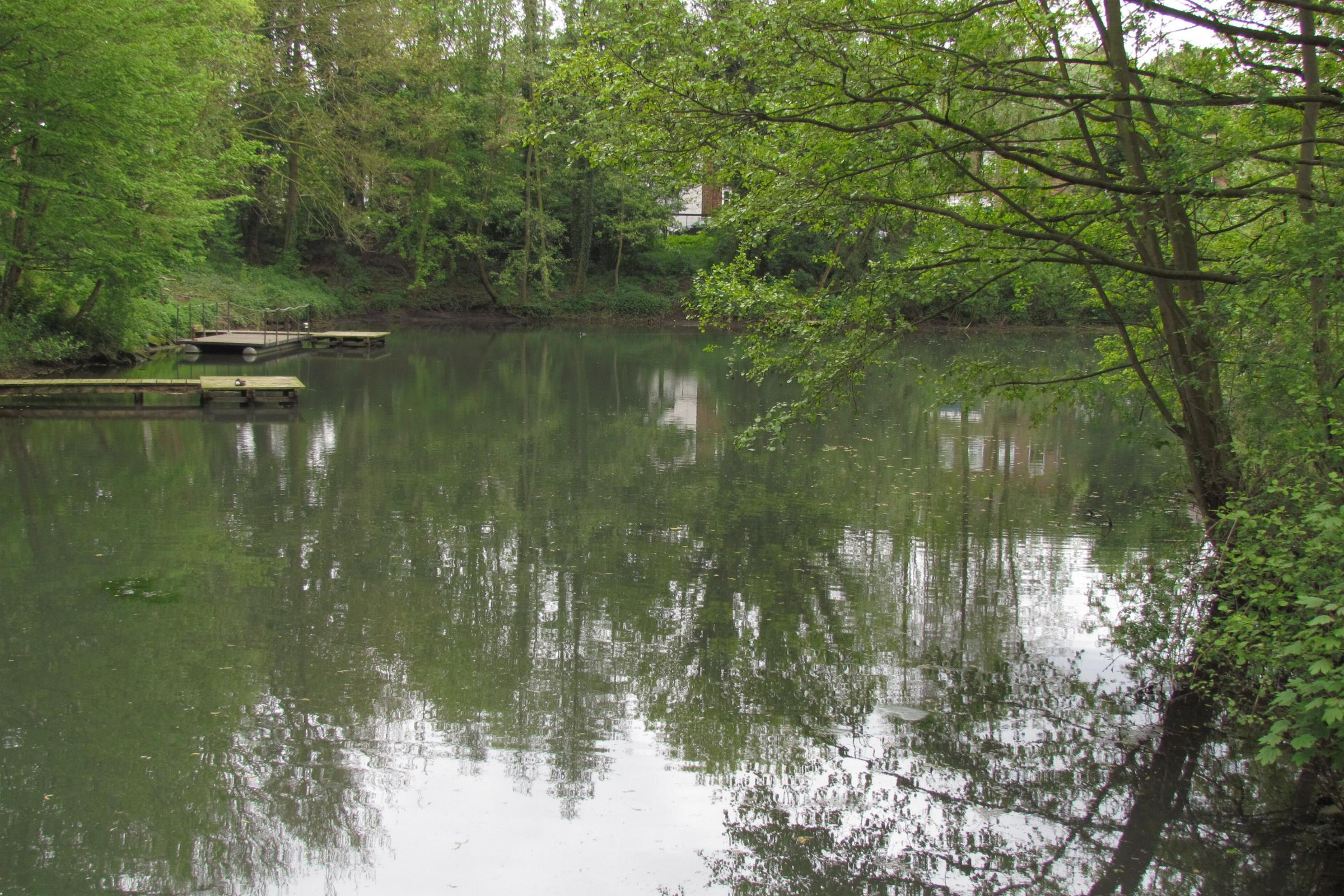
Ehemaliger Mühlenteich
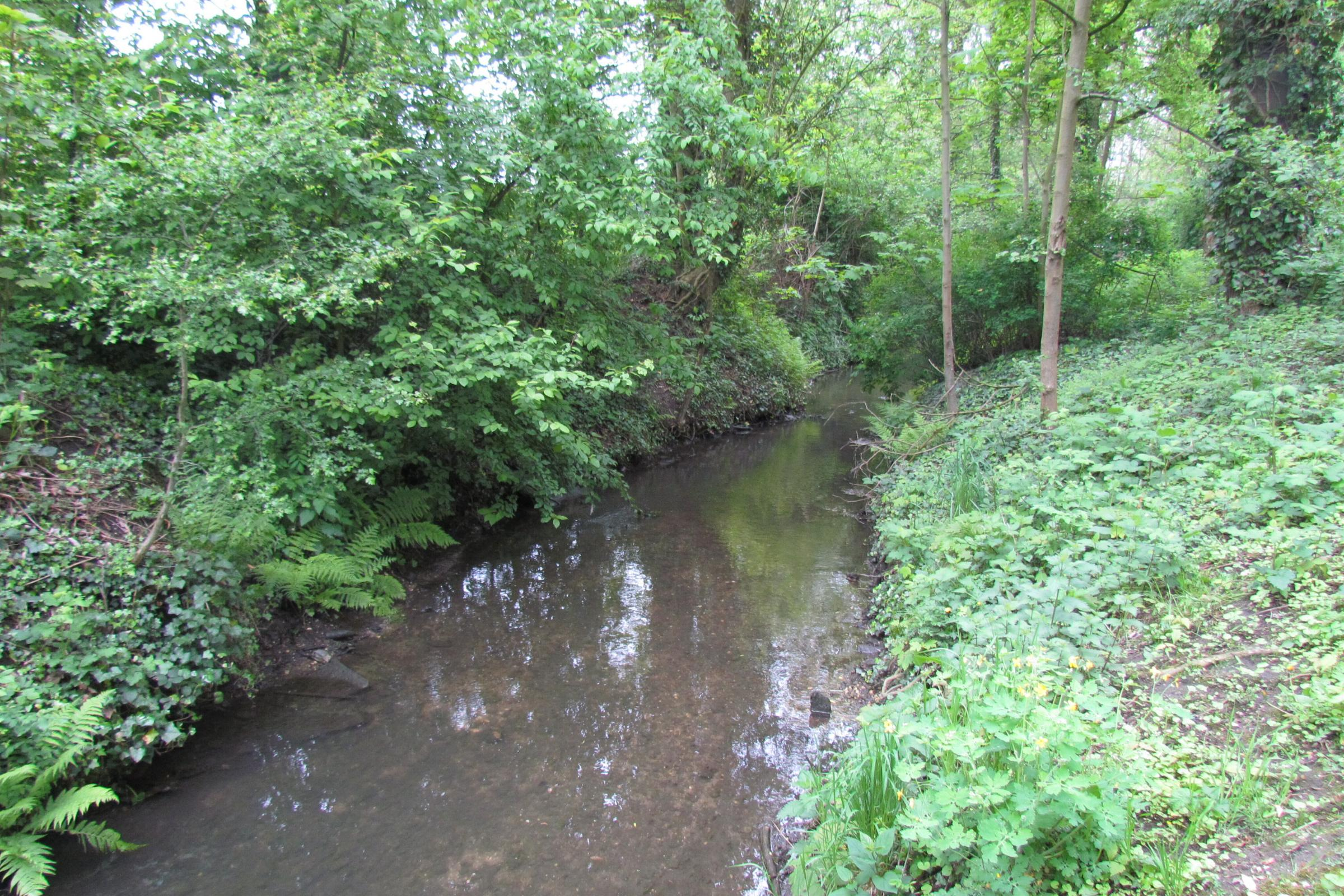
Der Hammer Bach im Bereich der Schnockesmühle
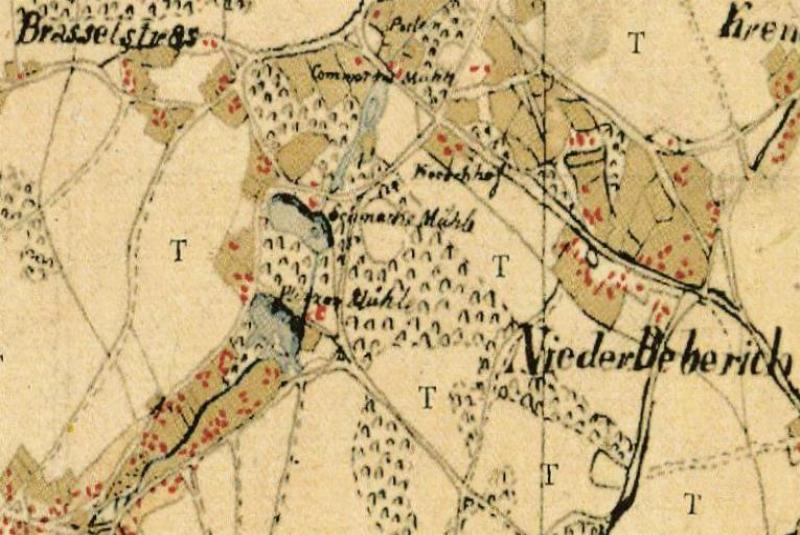
Tranchotkarte von 1806